# Diplusodon ciliiflorus
Diplusodon ciliiflorus är en fackelblomsväxtart som beskrevs av Emil Bernhard Koehne. Diplusodon ciliiflorus ingår i släktet Diplusodon och familjen fackelblomsväxter. Inga underarter finns listade i Catalogue of Life.